# Municipio de Roaring Creek (Carolina del Norte)
El municipio de Roaring Creek (en inglés: Roaring Creek Township) es un municipio ubicado en el  condado de Avery en el estado estadounidense de Carolina del Norte. En el año 2010 tenía una población de 468 habitantes.

## Geografía
El municipio de Roaring Creek se encuentra ubicado en las coordenadas 36°5′10.93″N 82°3′2.74″O / 36.0863694, -82.0507611.